# Луг (Стрыйский район)
Луг (укр. Луг) — село в Стрыйской городской общине Стрыйского района Львовской области Украины.
Население по переписи 2001 года составляло 313 человек. Занимает площадь 10,65 км². Почтовый индекс — 82421. Телефонный код — 3245.